# InuYasha
InuYasha (Nhật: 犬夜叉 (Khuyển Dạ Xoa)), còn có tên nguyên bản là Sengoku Otogizōshi InuYasha (戦国御伽草子犬夜叉 (Chiến quốc Ngự già thảo tử Khuyển Dạ Xoa) Sengoku Otogizōshi InuYasha, InuYasha - Câu chuyện cổ tích thời Chiến quốc), là một tác phẩm manga của Takahashi Rumiko, được phát hành trên tạp chí Weekly Shōnen Sunday từ ngày 13 tháng 11 năm 1996 đến ngày 18 tháng 6 năm 2008. Câu chuyện kể về hành trình tìm ngọc Tứ Hồn của nữ sinh Higurashi Kagome, người có thể trở về thời Chiến Quốc nhờ chiếc giếng cổ thần bí trong nhà cô, và InuYasha, một hanyō (tiếng Nhật nghĩa là "bán yêu" - nửa người nửa yêu quái).
Phiên bản anime của tác phẩm bao gồm 193 tập phim và được chia thành 2 phần: phần 1 có 167 tập phim và phần 2 có 26 tập phim. Phim được sản xuất bởi Sunrise Inc. và được phát sóng bởi Yomiuri TV. Phần 1 được phát sóng từ ngày 16 tháng 10 năm 2000 đến ngày 13 tháng 9 năm 2004. Phần 2, InuYasha: Kanketsu-Hen (InuYasha: Phần kết thúc), được phát sóng từ ngày 3 tháng 10 năm 2009 đến ngày 29 tháng 3 năm 2010.
Năm 2002, InuYasha được trao giải Shogakukan Manga Award cho manga hay nhất của năm.

## Cốt truyện
Bối cảnh là Nhật Bản thời Chiến Quốc. Câu chuyện bắt đầu khi InuYasha, một bán yêu, tấn công một ngôi làng để cướp ngọc Tứ Hồn, một bảo bối có thể khiến anh trở thành yêu quái hoàn toàn. Để ngăn cản anh, Kikyo, một pháp sư, bắn một mũi tên phong ấn InuYasha vào một gốc cây đại cổ thụ. Tuy nhiên, vì bị thương nặng, biết mình không qua khỏi, Kikyo dặn Kaede, em gái cô, thiêu xác mình cùng ngọc Tứ Hồn để nó không rơi vào tay kẻ xấu.
Ở thế giới 550 năm sau, Higurashi Kagome, một học sinh ở Tokyo, đang mừng sinh nhật 15 tuổi cùng ông nội, mẹ và em trai Sota. Một hôm, một yêu quái rết chui ra từ giếng cạn trong nhà Kagome và tấn công chú mèo của cô. Vì cứu chú mèo, Kagome rơi xuống giếng và trở về Nhật Bản 500 năm trước. Ở đây, cô gặp InuYasha (lúc này đang bị phong ấn vào gốc cây đại cổ thụ). Trong khi đó, yêu quái rết vẫn bám theo Kagome để cướp ngọc Tứ Hồn. Cô giải ấn cho InuYasha để anh tiêu diệt yêu quái. Nhưng sau đó, anh tấn công Kagome để cướp ngọc Tứ Hồn. Kaede (lúc này đã là một bà lão) ném một chuỗi hạt vào cổ InuYasha và bảo Kagome niệm thần chú để khống chế anh. Kagome nói: "Ngồi xuống!" ("Osuwari!"), và chuỗi hạt kéo InuYasha đập mặt xuống đất.
Khi cả hai bình tĩnh lại, Kaede giải thích rằng Kagome là kiếp sau của Kikyo và ngọc Tứ Hồn không bị phá hủy mà xuất hiện trong cơ thể Kagome. Vì vậy, Kagome có năng lực thanh tẩy giống Kikyo và thừa kế nhiệm vụ của Kikyo. Tuy nhiên, Kagome chưa có kinh nghiệm để đảm nhận một nhiệm vụ khó khăn như vậy. Một hôm, cô bị một yêu quái bắt cóc để cướp ngọc Tứ Hồn. Vì ngăn cản hắn, Kagome vô tình làm vỡ ngọc Tứ Hồn thành nhiều mảnh. Theo lời đề nghị của Kaede, InuYasha và Kagome hợp tác để đi tìm các mảnh vỡ của ngọc Tứ Hồn. Dần dần, họ kết nạp thêm bốn thành viên vào nhóm: Shippo, một chú hồ ly nhỏ tuổi mồ côi cha mẹ; Miroku, một nhà sư trẻ đẹp trai và háo sắc; Sango, một cô gái làm nghề diệt yêu quái cùng cô mèo Kirara của mình.
Trên đường đi tìm các mảnh vỡ của ngọc Tứ Hồn, nhóm InuYasha gặp nhiều bạn bè và kẻ thù: Sesshomaru, anh cùng cha khác mẹ của InuYasha, luôn muốn cướp Thiết Toái Nha của em trai mình; Kikyo (lúc này đã hồi sinh nhờ một phần linh hồn Kagome); Koga, trưởng tộc Yêu Sói; và Naraku, nhân vật phản diện chính của tác phẩm. Chính hắn là kẻ gài bẫy để InuYasha và Kikyo hiểu lầm và thù ghét nhau, tạo ra Hang gió trên bàn tay phải của ông nội Miroku, giết sạch dân làng nơi Sango ở (chỉ còn Sango và Kohaku, em trai cô, là hai người duy nhất sống sót), và lợi dụng mâu thuẫn giữa InuYasha và Sesshomaru để hãm hại họ. Hắn luôn dùng những thủ đoạn bỉ ổi để chiếm đoạt ngọc Tứ Hồn để thực hiện những âm mưu xấu xa.
Dần dần, các mảnh vỡ được thu thập đầy đủ và ghép thành ngọc Tứ Hồn hoàn chỉnh. Khi đó, nhóm InuYasha và Sesshomaru vào trong cơ thể Naraku (lúc này đã là một con nhện khổng lồ) để chiến đấu và tiêu diệt hắn. Ở trận chiến cuối cùng, Kagome bắn một mũi tên thanh tẩy vào Naraku và ngọc Tứ Hồn. Naraku chết nhưng ngọc Tứ Hồn vẫn không bị phá huỷ. Vì trước kia Naraku ước có được tình yêu của Kikyo nên Kagome (vốn là kiếp sau của Kikyo) bị nuốt vào trong ngọc Tứ Hồn qua Minh Đạo Tàn Nguyệt Phá được mở bởi Byakuya, một phân thân của Naraku, sau khi hắn dùng thanh kiếm của mình hấp thụ sức mạnh này của Thiết Toái Nha và chém Kagome.
Tại đây, Kagome chiến đấu với ngọc Tứ Hồn. Biết Kagome đang lo lắng và sợ hãi sau khi bị hút vào trong Minh Đạo, ngọc Tứ Hồn khuyên cô ước một điều ước ích kỷ (được trở về thế giới của mình, gặp lại gia đình và bạn bè,...). Khi đó, Naraku sẽ hồi sinh, và Kagome sẽ thay thế Midoriko, người tạo ra ngọc Tứ Hồn, chiến đấu với Naraku, giống như bấy lâu nay linh hồn Midoriko chiến đấu với linh hồn các yêu quái trong ngọc Tứ Hồn. Tuy nhiên, InuYasha dùng Thiết Toái Nha mở Minh Đạo Tàn Nguyệt Phá để đến chỗ Kagome. Sự xuất hiện của InuYasha khiến Kagome bình tĩnh lại. Cô nhận ra rằng: vì trước kia Kikyo ước được gặp lại InuYasha sau khi chết nên ngọc Tứ Hồn xuất hiện trong cơ thể Kagome (vốn là kiếp sau của Kikyo). Nhớ lại điều ông nội dạy mình, Kagome nhận ra rằng điều ước thật sự là điều ước để ngọc Tứ Hồn biến mất vĩnh viễn. Kagome nói: "Ngọc Tứ Hồn, ta ước cho ngươi biến mất. Mãi mãi." (chương 557), và nhiệm vụ phá huỷ ngọc Tứ Hồn của cô kết thúc. InuYasha đưa Kagome trở về nhà. Nhưng sau đó, giếng cạn trong nhà Kagome mất tác dụng nên InuYasha và Kagome không thể đến thế giới của nhau trong một thời gian.
Ở Nhật Bản thời Chiến Quốc, 3 năm sau, Miroku và Sango kết hôn và có ba đứa con. Rin (cô bé trong nhóm Sesshomaru) ở lại làng của Kaede để làm quen với cuộc sống của con người. Shippo vào rừng luyện tập để trở thành đại hồ yêu. Kohaku luyện tập cùng Kirara để trở thành người diệt yêu quái giỏi giống chị mình. Koga kết hôn với Ayame và trở thành trưởng tộc Yêu Sói. Kagome ở lại thế giới của mình để đi học. Sau khi Kagome tốt nghiệp chương trình phổ thông, giếng cạn trong nhà cô phát huy tác dụng trở lại. Câu chuyện kết thúc khi Kagome trở về Nhật Bản thời Chiến Quốc để kết hôn với InuYasha (chương 558).

## Các nhân vật chính

Cốt truyện Inu Yasha xoay quanh Ngọc Tứ Hồn

InuYasha (犬夜叉 (Khuyển Dạ Xoa) InuYasha)
Nhân vật nam chính của truyện. Anh là một bán yêu (nửa người nửa yêu quái), con của một đại yêu quái chó với con gái của một gia đình quý tộc. Anh thừa hưởng Thiết Toái nha, một thanh gươm làm từ răng của cha mình, có sức mạnh tiêu diệt một trăm kẻ thù sau một lần vung kiếm. Là một bán yêu, anh có sức khỏe hơn người cùng nhiều kỹ năng đặc biệt, nhưng anh sẽ mất tất cả yêu lực và trở thành người bình thường trong đêm trăng non mỗi tháng. Trên cổ anh có đeo một chuỗi hạt, nó sẽ kéo anh đập mặt xuống đất khi Kagome nói câu osuwari (ngồi xuống). Anh đã từng bị nữ pháp sư Kikyo, kiếp trước của Kagome phong ấn mình vào gốc cổ thụ thần thánh suốt 50 năm cho đến khi Kagome xuất hiện và giải ấn cho anh. Mặc dù anh có khởi đầu khá khó chịu với nhân vật Kagome, hai người dần dần nảy sinh tình cảm và kết quả là cuối truyện họ kết hôn.
Higurashi Kagome (日暮 かごめ (Nhật Mộ Kagome))
Nhân vật nữ chính của truyện. Cô là một nữ sinh trung học 15 tuổi, kiếp sau của Kikyo, một vu nữ (miko) đã chết cách thời điểm Kagome xuất hiện ở quá khứ chừng 500 năm. Vì là kiếp sau của Kikyo nên Kagome có ngoại hình rất giống Kikyo và cũng có năng lực thanh tẩy như Kikyo. Mặc dù cô có khởi đầu khá khó chịu với nhân vật nam chính Inu Yasha, cô dần dần nảy sinh tình cảm với anh và kết quả là cuối truyện hai người kết hôn.
- Kikyo: kiếp trước của Kagome và là người yêu của Khuyển Dạ Xoa 50 năm trước. Cô và Inu Yasha bị Naraku hãm hại nên hiểu lầm là cả hai phản bội lẫn nhau, dẫn đến cái chết của Kikyo và việc Inu Yasha bị cô phong ấn. 50 năm sau, cô được một yêu quái hồi sinh và ban đầu định trả thù Inu Yasha, nhưng sau khi nhận ra âm mưu của Naraku, cô đã quyết tâm tìm y để tính sổ món nợ máu 50 năm về trước. Kikyo sau đó chết vào chương 465.
- Sesshomaru: anh trai cùng cha khác mẹ với Inu Yasha. Sesshomaru là một đại yêu quái như cha mình. Ban đầu, chàng là một nhân vật lạnh lùng, tàn nhẫn và rất ghét con người. Inu no Taishou để lại cho chàng Thiên Sinh nha, một thanh kiếm có khả năng hồi sinh 100 người sau một lần vung kiếm, nhưng rõ ràng nó không phải là thứ mà chàngmong muốn. Vì vậy chàng luôn tìm cách cướp đoạt Thiết Toái nha và giết chết người em bán yêu của mình. Có điều, về sau, kể từ lúc Rin xuất hiện mang theo sự thay đổi về phẩm cách của chàng, Sesshomaru lại được độc giả đánh giá như một nhân vật chính diện. Sesshomaru cũng thường được bầu chọn là một trong những nhân vật anime nam đẹp trai nhất, khiến khán giả yêu mến và ngưỡng mộ.
- Shippo: một hồ yêu nhỏ tuổi có cha bị giết bởi anh em lôi thú. Inu Yasha và Kagome đã giúp cậu trả thù và sau đó Shippo gia nhập nhóm của họ. Là một hồ yêu, cậu có một số phép thuật đặc trưng của mình thí dụ khả năng biến hình thành người khác, vật khác, khả năng sử dụng phép thuật với các "đồ chơi" của mình, khả năng phóng lửa của hồ yêu. Shippo cũng là một cậu nhóc khá ngây thơ nhưng rất nghịch ngợm, cậu thường tìm đủ mọi cách để chọc phá Inu Yasha.
- Miroku: một pháp sư (hōshi, 法師 - một cấp bậc thấp của các nhà sư Nhật Bản) đẹp trai, phiêu bạt khắp nơi và kiếm sống bằng nghề đuổi yêu trừ tà. Bàn tay phải anh có một Phong huyệt (Kazaana), tạm hiểu là một "lỗ đen" có thể hút bất cứ thứ gì vào đó và chỉ tạm thời bị ức chế bởi chuỗi hạt trên tay phải của anh. Phong huyệt là một lời nguyền mà Naraku đã phong ấn lên cơ thể ông nội của Miroku (cũng là một nhà sư), nó sẽ di truyền sang cha anh cũng như sang anh và sang con cháu của họ, và chỉ biến mất khi Naraku bị tiêu diệt. Phong huyệt là một vũ khí lợi hại của Miroku, nhưng theo thời gian nó sẽ mở rộng ra và sẽ hút bản thân anh vào trong phong huyệt giống như đã từng làm với cha anh trước kia. Là một nhà sư, đồng thời là một người bạn tốt của Inu Yasha và Kagome, nhưng anh cũng có nhiều thói quen xấu. Anh khá tham lam và thường tìm đủ mọi cách để moi tiền gia chủ mỗi khi làm việc đuổi yêu trừ tà. Đặc biệt, anh cực kì háo sắc và hay tán tỉnh, sàm sỡ phụ nữ. Việc này một phần là do anh cần tìm gấp một người phụ nữ sinh cho anh một đứa con nối dõi tông đường trước khi bị Phong huyệt giết chết, thứ nữa là anh bị tiêm nhiễm những thói xấu này từ người cha nuôi, cũng là một nhà sư. Có điều, anh thật lòng có tình cảm với nhân vật Sango và cuối truyện, sau khi Naraku bị đánh bại, hai người kết hôn và có với nhau ba mặt con.
- Sango: một người diệt yêu (yokai taijiya). Cô sinh sống trong một ngôi làng gồm toàn những người làm cùng nghề với mình. Vì muốn cướp đoạt mảnh ngọc Tứ Hồn trong làng của cô, Naraku đã bày mưu giết hại cả làng Sango, duy chỉ còn cô, em trai Kohaku và cô mèo Kirara là sống sót. Sango đã gia nhập nhóm Inu Yasha để trả thù Naraku và giải thoát người em trai đang bị y khống chế. Về sau Sango nảy sinh tình cảm với Miroku, bằng chứng là cô hay ghen tuông khi Miroku tán tỉnh (hay sàm sỡ) các cô gái khác. Sau khi Naraku bị tiêu diệt, cô kết hôn với Miroku và hai người có ba mặt con.

Sango có mang một vũ khí nổi bật bên mình: một chiếc boomerang tên là Phi Lai cốt.
- Kirara: cô mèo hai đuôi (nekomata) dễ thương của Sango, với bộ lông vàng tuyệt vời điểm xuyết những vạch đen trên đuôi và mặt, đôi mắt màu hồng ngọc và bốn chân đen nhỏ nhắn. Tuy nhiên, Kirara có thể biến thành hình dạng một cô mèo răng kiếm khổng lồ mạnh mẽ. Sango và Miroku thường nhờ Kirara chuyên chở khi họ cần đi xa.
- Koga: thủ lĩnh bộ tộc yêu quái sói và là kẻ tuyên bố muốn lấy Kagome làm vợ. Anh là một thủ lĩnh gan dạ, tài giỏi và luôn chăm lo cho đồng tộc của mình, nhưng tính khí đôi khi hơi trẻ con. Koga có hai mảnh ngọc Tứ Hồn trên chân, điều này giúp anh có thể chạy với tốc độ kinh khủng.
- Naraku: nhân vật phản diện chính của câu chuyện. Naraku có nguồn gốc là một tên cướp mang tên Nhện quỷ (Onigumo) được Kikyo cứu sống. Nhện quỷ yêu Kikyo ngay từ hôm đó, đến mức y sẵn sàng cho các yêu quái nhập vào cơ thể mình để y có sức mạnh và có được Kikyo. Nhện quỷ cùng các yêu quái đó trở thành bán yêu Naraku và Nhện quỷ là trái tim con người trong y. Có điều, Naraku luôn tìm cách vứt bỏ Nhện quỷ cũng như tình cảm với Kikyo, mục tiêu duy nhất của y là cướp đoạt viên ngọc Tứ Hồn và y sẵn sàng làm bất cứ việc gì bỉ ổi để có được nó. Đó cũng là lý do Naraku muốn vứt bỏ tình cảm với Kikyo, cốt để y không bị phân tâm khi làm việc này. Nhưng sau cùng, thật ra Naraku mong muốn viên ngọc Tứ Hồn chẳng qua là vì y muốn có được tình yêu của Kikyo, giống như ước mơ của Nhện quỷ (xem chương 552).

Là một bán yêu như Inu Yasha, nhưng Naraku có thể tự do chọn lựa thời điểm y mất yêu lực theo ý muốn. Và vì, Naraku được tạo thành từ hàng ngàn yêu quái, y cũng có khả năng hấp thu cơ thể của một yêu quái khác cũng như loại bỏ những phần cơ thể thừa thãi. Y cũng có thể tạo ra các thuộc hạ từ những mảnh cơ thể của chính mình.
- Rin: một đứa trẻ loài người mất cha mẹ do bọn cướp tấn công làng. Từ đó (Rin) không nói, không cười cũng không khóc cho tới khi gặp (Sesshomaru) trong tình trạng bị thương sau trận chiến đoạt (Thiết toái nha) của (Inuyasha). Rin đã chăm sóc (Sesshomaru) cho tới khi khỏi. Nhưng trước lúc đó cô đã bị bọn sói của (Kouga) cắn chết. Khi ( Sesshomaru) hồi phục anh định bỏ đi thì ngửi thấy mùi sói và máu từ hướng đi về nhà hằng ngày của (Rin) và quyết định lần theo. Đó là lần đầu tiên anh sử dụng thanh (Thiên sinh nha). Từ đó (Rin) đi theo (Sesshomaru) và luôn được anh trân trọng mãi cho tới khi cô quay về với cuộc sống trước đây ở ngôi làng của bà (Kaede).

## Truyện tranh manga và các tác phẩm liên quan
Được viết và minh họa bởi Takahashi Rumiko, Inu Yasha được phát hành tại Nhật Bản trong năm 1996, với chương đầu tiên vào ngày 13 tháng 11 tại Shōnen Sunday , nơi chương cuối xuất hiện vào ngày 18 tháng 6 năm 2008 . Khác với nhiều tác phẩm trước đây của Rumiko, thông thường mỗi chương chỉ dài 18 trang. Có một điều đáng chú ý là những trang bìa in màu của Inu Yasha hoàn toàn được tác giả vẽ và tô màu bằng tay, trong khi đó đa phần các mangaka khác sử dụng máy vi tính để làm việc này. Rumiko đã nói rằng bà không sỡ hữu chiếc máy vi tính nào cả (!). Các chương đã được xuất bản bởi Shogakukan vởí 56 tankōbon vol, với vol đầu tiên phát hành tháng 5 năm 1997, và cuối cùng phát hành vào tháng 2 năm 2009 .
Viz Media phát hành một phiên bản dịch tiếng Anh của ở Bắc Mỹ. Ban đầu, Viz phát hành nó trong định dạng sách truyện tranh hàng tháng của Mỹ, từng vấn đề có chứa hai hoặc ba chương của manga gốc, nhưng cuối cùng bị bỏ hệ thống này có lợi cho bìa thương mại với các chương giống như các vol của Nhật Bản. Viz phát hành bìa mềm của vol thương mại đầu tiên vào tháng 3 năm 1998. Vào lúc đó, manga tái bản ở Mỹ đã được "lộn" lại để phù hợp với quy ước của Mỹ là đọc sách từ trái sang phải bằng cách phản chiếu các tác phẩm gốc, trong số các hiệu ứng khác, điều này đã khiến nhân vật thuận tay phải lại thành thuận tay trái và ngược lại. Viz sau đó dừng lại việc lật ngược manga mới, mặc dù InuYasha in ấn vào thời gian thay đổi này được thực hiện. Tính đến 9 tháng 3 năm 2010, 46 tập được phát hành ở Bắc Mỹ, và vol mới của manga đang được phát hành hàng tháng. Viz cũng bắt đầu để in lại manga trong định dạng "VizBig", kết hợp ba vol ban đầu vào mỗi bìa lớn hơn một chút và màu sắc nghệ thuật đầy đủ mà trước đây đã giảm xuống thành màu xám.Inu Yasha cũng được phổ biến rộng rãi tại châu Mĩ Latin, châu Á và nhất là ở Tây Âu.
Viz Media cũng có một loạt các vol "ani-manga" được bắt nguồn từ ảnh chụp màn hình màu sắc đầy đủ của các tập phim anime. Những vol này là hơi nhỏ hơn so với vol manga thông dụng, được định hướng trong truyền thống của Nhật Bản là đọc phải sang trái, tính năng mới bao gồm những trang web chất lượng cao hơn, và một mức giá cao hơn so với vol thông dụng. Mỗi vol "ani-manga" được bố trí vào chương tương ứng với các tập phim anime hơn là manga.
InuYasha cũng cấp phép cho các phiên bản ngôn ngữ trong khu vực Argentina bởi LARP Editores, Brasil bởi Editora JBC, Ý bởi Star Comics, Pháp bởi Kana, Phần Lan, Đức, Na Uy, và Ba Lan bởi Egmont, Tây Ban Nha bởi Glénat, Indonesia bởi Elex Media Komputindo, México bởi Editorial Vid, Israel bởi Aruts Hayeladim, Việt Nam bởi Nhà xuất bản Trẻ và Hàn Quốc bởi Haksan Publishing.
Ở Việt Nam, hiện nay Nhà xuất bản Trẻ đã phát hành bộ truyện tranh Inu Yasha (đơn hành bản) do dịch giả Tuyết Vân dịch, giá 7500 VND/cuốn. Lần tái bản mới nhất là vào tháng 8 năm 2005. Các tập của truyện tranh này có thể tìm mua ở các siêu thị, nhà sách. Hiện nay Việt Nam chỉ mới xuất bản 51 tập Inu Yasha. Các truyện Inu Yasha ở Việt Nam đều bị lật ngược hình ảnh để độc giả có thể đọc từ phải sang trái theo cách đọc thông dụng ở Việt Nam. Một điều đáng chú ý là, giống như nhiều bộ truyện tranh khác xuất bản ở Việt Nam, các bản Inu Yasha mới nhất dùng phiên âm tiếng La tinh (romaji) đối với tên các nhân vật, còn các bản Inu Yasha cũ thì dùng phiên âm Hán Việt. Việc này cộng với việc phim hoạt hình Inu Yasha trên kênh BiBi dùng phiên âm Hán Việt khiến những cái tên Hán Việt của Inu Yasha rất phổ biến đối với các độc giả, nhất là tên nhân vật chính Khuyển Dạ Xoa, một điều hơi trái với nhiều bộ manga khác từng xuất hiện tại Việt Nam.
Giống như một số truyện tranh khác như Urusei Yatsura, Đôrêmon, phim hoạt hình anime của Inu Yasha cũng được chuyển thể thành truyện tranh. Các cảnh phim trong anime Inu Yasha đã được lựa chọn, đưa vào truyện và đặt lời, y hệt như truyện tranh. Và, cũng giống như manga và anime Inu Yasha, truyện tranh chuyển thể này cũng nhận được sự ủng hộ nhiệt liệt của các fan Inu Yasha. Cho tới nay bộ truyện chuyển thể này đã có 30 tập.
Ngoài truyện tranh, hiện nay Inu Yasha cũng đã có 3 quyển artbook và cũng được bạn đọc đón nhận rộng rãi. Quyển thứ nhất đề cập tới các tranh ảnh của Inu Yasha đã được đăng trên Shonen Sunday. Quyển thứ hai nói về các nhân vật trong anime và các manga màu Inu Yasha. Quyển cuối cùng hoàn toàn trắng đen, nói về các nhân vật và các tình tiết trong manga Inu Yasha.
Ngoài ra, còn có tiểu thuyết về manga Inu Yasha do Konparu Tomoko viết. Tomoko cũng là người viết các tiểu thuyết về Urusei Yatsura và Trường thiên Nhân ngư của Rumiko.
Manga Inu Yasha cũng có thể được xem online hoặc download xuống trên các trang mạng như website của One Manga, MangaVolume,..., tất nhiên chủ yếu là dịch sang tiếng Anh. Một số trang web như Freelancemanga hoàn toàn chỉ dịch, upload và bình luận về Inu Yasha. Tuy nhiên chất lượng dịch tùy thuộc vào các nhóm dịch thuật mà các trang web giới thiệu. Trang web của Nhà xuất bản trẻ cũng có mục "đọc truyện miễn phí" dành cho các bộ Manga họ xuất bản trong đó có Inu Yasha.

## Phim hoạt hình anime

### Giới thiệu chung
Căn cứ vào 36 tập đầu tiên của manga , anime của InuYasha được sản xuất bởi Sunrise và công chiếu tại Nhật Bản tại Animax vào ngày 16 tháng 10 năm 2000 và có 167 tập phim cho đến khi kết thúc vào ngày 13 tháng 9 năm 2004, sau đó bắt đầu một lần nữa, trong năm 2009 và kết thúc vào năm 2010 với tổng số 193 tập phim . Nó cũng được phát sóng trên Yomiuri TV và Nippon Television. Trong khu vực Đông Á và Nam Á, nó đã được phát sóng bằng tiếng Anh vào mạng lưới Animax.
Anime phụ đề tiếng Anh đã được cấp phép phát hành tại Bắc Mỹ bởi Viz Media . Bộ phim được phát sóng trên Adult Swim từ 31 tháng 8 năm 2002 tới ngày 27 tháng 10 năm 2006 . Một năm sau nó được phát sóng tại Canada trên chương trình chặn YTV 's Bionix từ 5 tháng 9 năm 2003 tới ngày 1 tháng 12 năm 2006 .
Trong số 34 của Shonen Sunday đã được công bố tập phim anime cuối cùng tương ứng với tập 36 của manga đến sẽ được thực hiện bởi các diễn viên và đoàn làm phim gốc và sẽ phát sóng trên YTV Nhật Bản . Tuần sau, Viz Media đã công bố đã cấp phép cho bản anime kế tiếp, có tên Inuyasha: The Final Act (犬夜叉完结编 Inuyasha Kanketsu-hen ?) . Anime này được công chiếu vào ngày 3 tháng 10 năm 2009 tại Nhật Bản với các tập phim được phát sóng qua Hulu và Shonen Sunday tại Hoa Kỳ . Trong các khu vực khác của châu Á thì tập phim được phát sóng trong tuần trên Animax-Asia . Anime này kết thúc vào ngày 29 tháng 3 năm 2010. 

#### Anime Inu Yasha ở Nhật Bản

Logo của anime Inu Yasha.

Mặc dù manga Inu Yasha đã ra đời từ năm 1996 nhưng gần bốn năm sau anime Inu Yasha mới ra mắt độc giả. Nguyên nhân là nhà sản xuất anime của Rumiko Takahshi là Kitty Animation (từng tham gia thực hiện Mezon Ikkoku và Một nửa Ranma) gặp phải nhiều khó khăn về tài chính và buộc phải rút lui. Việc tìm một nhà sản xuất mới cho Inu Yasha đã phải tốn khá nhiều thời gian, nhưng cuối cùng một ứng cử viên sáng giá đã xuất hiện: Sunrise. Sunrise là công ty vừa mới thực hiện thành công bộ anime Thám tử lừng danh Connan, vậy không có lý do gì họ không thực hiện Inu Yasha tiếp theo. Thế là, ngày 16 tháng 10 năm 2003, tập phim anime đầu tiên của Inu Yasha đã được trình chiếu trên Nippon TV. Theo lời của Suwa Michihiko, nhà sản xuất của anime Inu Yasha, những năm đầu tiên của thiên niên kỷ thứ ba là thời điểm thích hợp để thực hiện bộ phim này, vì đó là thời điểm thích hợp để nhìn lại lịch sử Nhật Bản trong khi vẫn hướng tới tương lai.
Anime Inu Yasha nhanh chóng thu được thành công vang dội không chỉ trên nước Nhật mà trên phạm vi thế giới. Nó đã nhanh chóng đạt được số lượng hàng nghìn lượt người xem trong mỗi tuần, một kỷ lục mới của các anime thực hiện trên tác phẩm của "công chúa manga" Rumiko. Theo đánh giá, bộ anime Inu Yasha có cốt truyện bám khá sát manga, mặc dù các nhà sản xuất cũng phóng tay "chế tạo" nhiều nhân vật và tình tiết mới như mọi khi. Ví dụ, trong bộ anime, các cảnh sexy, bạo lực,... ít hơn rất nhiều so với nguyên tác manga. Tác giả Takahashi Rumiko đã đóng một vai trò rất tích cực trong việc sản xuất anime, cụ thể là trong việc chọn các diễn viên lồng tiếng. Chính bà là người đã chọn Yamaguchi Kappei, người từng lồng tiếng cho nhân vật Ranma trong Một nửa Ranma đảm trách nhân vật Khuyển Dạ Xoa.
Trong thời gian này Sunrise cũng đã sản xuất 4 bộ movie Inu Yasha:
- Inu Yasha the Movie 1: Affection Touching Across Time (映画犬夜叉　時代を越える想い, Eiga InuYasha: Jidai o Koeru Omoi) trình chiếu vào ngày 15 tháng 12 năm 2001.
- Inu Yasha the Movie 2: Castle Beyond the Looking Glass (映画犬夜叉　鏡の中の夢幻城, Eiga InuYasha: Kagami no Naka no Mugenjō) trình chiếu vào ngày 21 tháng 12 năm 2002.
- Inu Yasha the Movie 3: Swords of Honorable Ruler (映画犬夜叉　天下覇道の剣, Eiga InuYasha: Tenka Hadō no Ken) trình chiếu vào ngày 20 tháng 12 năm 2003
- Inu Yasha the Movie 4: Fire on the Mystic Island (映画犬夜叉　紅蓮の蓬莱島, Eiga InuYasha: Guren no Hōraijima) trình chiếu vào ngày 23 tháng 12 năm 2004

Tuy nhiên, những tin đồn về việc tạm ngưng sản xuất anime Inu Yasha (dù manga Inu Yasha chưa kết thúc) đã dấy lên ngay từ tháng 3 năm 2004. Ê-kíp làm phim đã từng nói bóng gió là họ muốn kết thúc Inu Yasha để thực hiện anime mới Yakitate! Japan. Nhà sản xuất Suwa Michihiko cũng nói viết trên blog của mình rằng các diễn viên lồng tiếng cho Inu Yasha đang "dồn hết cảm xúc" cho tập cuối phim. Tin này đã được xác nhận, và ngày 13 tháng 9 năm 2004 là ngày phát sóng tập cuối (167) của Inu Yasha. Người ta nói rằng khi các diễn viên lồng tiếng ghi âm lời cuối cùng gửi đến độc giả, nhiều người đã khóc. Thật ra việc tạm ngưng anime Inu Yasha cũng có lý của nó: anime đã bắt đầu dài và lượt người xem phim cũng bắt đầu có dấu hiệu sụt giảm. Bộ truyện tranh vẫn được tiếp tục được tác giả Takahashi Rumiko sáng tác và xuất bản tại Nhật Bản, nay đã kết thúc với 558 chương.
Tuy nhiên, lúc đó Sunrise đã đánh tiếng là sẽ làm thêm một bộ OVA về Inu Yasha. Và thế rồi, ngày 30 tháng 7 năm 2008 một số đoạn phim của bộ OVA (Original Video Animation) kéo dài 30 phút tên là Kuroi Tessaiga (tên tiếng Anh: Black Tessaiga, nghĩa là Thiết Toái nha đen) đã được trình chiếu tại It's an Rumic world bởi Ginza Matsuya department store tại khu mua sắm Tokyo's Ginza. Các diễn viên lồng tiếng đều là các diễn viên từng làm trong bộ anime Inu Yasha trước kia và họ đã bắt đầu ghi âm các đoạn lồng tiếng vào ngày 8 tháng 7 năm 2008. Hiện có rất ít thông tin được biết về Kuroi Tessaiga, nhưng như cái tên đã nói, nội dung của OVA này nói về tuyệt chiêu Minh đạo Tàn nguyệt phá và sự hình thành của thanh Thiết Toái nha đen. Cụ thể là cậu chuyện trong Kuroi Tessaiga sẽ bắt đầu ngay sau trận đánh giữa Sát Sinh Hoàn và Tử Thần Quỷ và kết thúc khi Sát Sinh Hoàn chuyển giao Minh Đạo Tàn nguyệt phá cho Khuyển Dạ Xoa, tương ứng với các chương 499-504 trong manga.
Hiện nay, ngoài Kuroi Tessaiga Inu Yasha chưa có bất cứ phim OVA nào, nhưng nó đã có 3 bộ phim "đặc biệt", đến nay nó đã được gộp vào thành các tập phim anime. Các bộ phim "đặc biệt" là:
- Spring Special: Naraku's True Identity Unveiled & A Wicked Smile; Kikyo's Wandering Soul, trình chiếu vào ngày 9 tháng 4 năm 2001.
- Fall Special: The Woman Who Loved Sesshoumaru, trình chiếu vào ngày 24 tháng 11 năm 2003.
- Spring Special: The Tragic Love Song of Destiny, trình chiếu vào ngày 12 tháng 4 năm 2004.

Gần đây, tạp chí Shonen Sunday thông báo là các chương manga từ tập 34 trở đi sẽ được chuyển thể thành anime, với sự tham gia của dàn diễn viên lồng tiếng của anime gốc. Anime sẽ được phát sóng lần đầu trên kênh YTV vào ngày 3 tháng 10 năm 2009. Một tuần sau thông báo đó, hãng Viz Media cũng thông báo về việc mua bản quyền của anime này, với tựa đề anime là Inuyasha Kanketsu-hen (犬夜叉 完結編 Khuyển Dạ Xoa: Hoàn kết biên, tên tiếng Anh Inuyasha: The final act, có nghĩa là: Inu Yasha: Đoạn kết tròn vẹn)..

#### Anime Inu Yasha ở các quốc gia khác
Ở Bắc Mỹ, công ty Viz Media và ShoPro Entertainment đã đăng ký bản quyền phim. Việc lồng tiếng giao cho nhóm The Ocean Group. Phim lồng tiếng được chiếu trên Adult Swim của kênh phim hoạt hình Cartoon Network từ ngày 21 tháng 8 năm 2002 đến ngày 27 tháng 10 năm 2007, trùng vào khoảng thời gian bắt đầu của Season 3 Inu Yasha tại Nhật. Tới ngày 19 tháng 5 năm 2008, bộ phim được chiếu xoay vòng, cứ 2 tập vào lúc 11 giờ ngày thứ 7 theo Múi giờ miền Đông (Bắc Mỹ).
Inu Yasha cũng được trình chiếu trên kênh hoạt hình anime Animax.
Ở Việt Nam, phim này còn đang chiếu ở kênh hoạt hình Bibi, có trong dịch vụ truyền hình cáp SCTV, có trong dịch vụ truyền hình cáp SCTV và HTVC. Tên các nhân vật trong phim đều được đọc theo phiên âm Hán Việt.
Và cũng giống như manga Inu Yasha, anime Inu Yasha cũng được upload lên các trang web để phục vụ cho các độc giả không có điều kiện mua CD, DVD phim hoặc xem phát sóng. Tuy nhiên, chủ yếu vẫn là phim phụ đề tiếng Anh hoặc Tây Ban Nha.

### Tham gia làm phim
Đạo diễn
Ikeda Mashashi (tập 1-44)
Aoki Yasunao (tập 45-167)
Tác giả
Takahashi Rumiko
Thiết kế nhân vật
Hishinuma Yoshihito
Chỉ đạo nghệ thuật
Ikeda Shigemi
Ogami Yoichi
Chỉ đạo hình ảnh
Ito Kumiko
Ogami Yoichi
Âm nhạc
Wada Kaoru
Nhà sản xuất
Tomioka Hideyuki (Sunrise)
Suwa Michihiko (Yomiuri TV)
Phát hành
Kyoto Animation
Sunrise
Yomiuri TV
Hình ảnh
Anime Film

### Nhạc phim anime
Tất cả các bản nhạc dùng trong anime Inu Yasha đều được đăng ký bản quyền bởi công ty Avex Trax.

#### Các ca khúc mở đầu
- Change the World (Thay đổi thế giới) (trong tập 1-34).

Lời: Matsumoto Rie. Nhạc: Watanabe Miki. Sửa chữa: Ueno Keiichi.
Thể hiện: nhóm V6.
- I Am (Tôi là) (trong tập 35-64).

Lời: hitomi. Nhạc: Kitano Masato. Sửa chữa Watanabe Zentaro.
Thể hiện: hitomi.
- Owarinai Yume (Ước mơ vĩnh hằng) (trong tập 65-95).

Lời: Aikawa Nanase. Nhạc: Shibazaki Hiroshi. Sửa chữa: Kaname.
Thể hiện: Aikawa Nanase.
- Grip! (Hãy giữ lấy !) (trong tập 96-127).

Lời: Mochida Kaori. Nhạc: Kara Kazuhiro. Sửa chữa: HΛL
Thể hiện: nhóm Every Little Thing.
- One Day, One Dream (Một ngày, một ước mơ) (trong tập 129-153).

Lời: Kohata Hideyuki. Nhạc: Yoshikawa Kei. Sửa chữa: Chokkaku.
Thể hiện: nhóm Tackey & Tsubasa.
- Angelus - ANJERASU (Thiên thần) (trong tập 153-167).

Lời: Bounceback. Nhạc: Bulge. Sửa chữa: Maejima Yasuaki.
Thể hiện: Shimatani Hitomi.
- Kimi ga Inai Mirai (Tương lai không có anh) (trong tập 1-26, mùa Final Act).

Lời: DAI. Nhạc: Katsumi Ohnishi. Sửa chữa: Kameda Seiji.
Thể hiện: nhóm Do As Infinity.

#### Các ca khúc kết thúc
- My Will (Ước vọng của tôi) (trong tập 1-20 và tập 166-167).

Lời: Matsumuro Mai. Nhạc: Ohtani Yasho. Sửa chữa: Kikuchi Keisuke. Sửa chữa điệp khúc: Kitajima Yas.
Thể hiện: nhóm dream.
- Fukai Mori (Rừng sâu) (trong tập 21-41).

Lời: DAI. Nhạc: DAI. Sửa chữa: DAI và Kameda Seiji.
Thể hiện: nhóm Do As Infinity.
- Dearest (Người dấu yêu) (trong tập 42-60).

Lời: Hamasaki Ayumi. Nhạc: CREA và DAI. Sửa chữa: Suzuki Naoto.
Thể hiện: Hamasaki Ayumi.
- Every Heart - Minna no Kimochi (Mỗi trái tim) (trong tập 61-85).

Lời: Watanabe Natsumi. Nhạc: Bounceback. Sửa chữa: H-wonder.
Thể hiện: BoA.
- Shinjitsu no Uta (Bài hát sự thật) (trong tập 86-108).

Lời: DAI. Nhạc: DAI. Sửa chữa DAI và Kameda Seiji.
Thể hiện: nhóm Do As Infinity.
- Itazura na Kiss (Nụ hôn tinh nghịch) (trong tập 109-127).

Lời: misono. Nhạc: Kitano Masato. Sửa chữa: Igarashi Mitsuru và nhóm day after tomorrow.
Thể hiện: nhóm day after tomorrow.
- Come (Tới đây) (trong tập 128-148).

Lời: Kask/Mansson/Cunnah. Nhạc: Kask/Mansson/Cunnah
Lời tiếng Nhật: Mori Yuriko. Sửa chữa: Cobra Endo.
Thể hiện: Amuro Namie.
- Brand- New world (Một thế giới mới) (trong tập 149-165).

Lời: Mizue. Nhạc: Ōyagihirō. Sửa chữa: Iehara Masaki.
Thể hiện: nhóm V6.
- With You (Với bạn) (trong tập 1-9, mùa Final Act).

Lời: Leonn. Nhạc: Igarashi Mitsuru. Sửa chữa: - ast -.
Thể hiện: nhóm AAA.
- DIAMOND (Kim cương) (trong tập 10-17, mùa Final Act).

Lời: Fujibayashi Seiko. Nhạc: Kikuchi Kazuhito. Sửa chữa: - ast -
Thể hiện: Alan.
- Tooi Michi no Saki De (Con đường dài phía trước) (trong tập 18-26, mùa Final Act).

Lời: Takerawa Ai. Nhạc: Takerawa Ai. Sửa chữa: Sato Jun.
Thể hiện: Takerawa Ai.

#### Các ca khúc trong phim điện ảnh
- No More Words (Không nhiều từ) (ca khúc kết trong movie 1).

Lời: Hamasaki Ayumi. Nhạc: CREA và Do As Infinity. Sửa chữa: Suzuki Naoto và Tasuku
Thể hiện: Hamasaki Ayumi.
- Yura Yura (Tiến lên) (ca khúc kết trong movie 2).

Lời: Mochida Kaori. Nhạc: Tako Kuniko. Sửa chữa: Ohtani Yasuo, Nakao Masafumi và Ito Ichiro.
Thể hiện: nhóm Every Little Thing.
- Ai no Uta (Tình ca) (ca khúc trong movie 2).

Lời: Mochida Kaori. Nhạc: Tako Kunio. Sửa chữa: Murata Akira.
Thể hiện: nhóm Every Little Thing.
- Four Seasons (Bốn mùa) (ca khúc kết trong movie 3).

Lời: JUSME. Nhạc: MONK. Sửa chữa: MONK.
Thể hiện: Amuro Namie
- Rakuen (Thiên đàng) (ca khúc kết trong movie 4).

Lời: Van Tomiko. Nhạc: Do As Infinity. Sửa chữa: Do As Infinity và Kameda Seiji.
Thể hiện: nhóm Do As Infinity.
Các bài nhạc được tuyển chọn và tập hợp trong một số album, ví dụ như Soundtracks CD: OST Volume 1, 2, 3, Toki o Koeru Omoi Soundtrack (Movie 1), Kagami no Naka Mugenjou Soundtrack (Movie 2), Tenka Hadou no Ken Soundtrack (Movie 3), Best of Inuyasha 1 và 2, Wind ~ Symphonic theme collection. Có thể mua ở các cửa hiệu DVD. Nhưng tình hình là hơi hiếm hoi ở Việt Nam. Thường các bài này hay được download từ Internet. Các đoạn nhạc phim cũng được tập hợp vào Inu Yasha Fan Disk cùng với những lời bình của hai diễn viên lồng tiếng Yamaguchi Kappei và Satsuki Yukino, phát hành vào ngày 29 tháng 3 năm 2006 . vào năm 2001, một bộ phim ca nhạc Inu Yasha Theatre Production do Shinkansen Parcomics sản xuất đã ra mắt độc giả.

## Các game video về Inu Yasha
Inu Yasha là một đề tài hấp dẫn của các nhà làm game. Cho đến nay đã có:
- 3 game chơi trên hệ máy Wonderswan:
  - Inuyasha: Kagome no Sengoku Nikki (犬夜叉 ～かごめの戦国日記, Inuyasha: Kagome's Sengoku Diary), phát hành ngày 2 tháng 11 năm 2001.
  - Inuyasha: Fuun Emaki (犬夜叉 風雲絵巻, Inuyasha: The Scroll of the Skies), phát hành ngày 27 tháng 7 năm 2002.
  - Inuyasha: Kagome no Yume Nikki (犬夜叉 かごめの夢日記, Inuyasha: Kagome's Dream Diary), phát hành ngày 16 tháng 11 năm 2002.

Các game này chỉ có bản tiếng Nhật.
- 3 game chơi trên hệ máy Playstation và Playstation 2:
  - InuYasha: Sengoku O'Togi Kassen (戦国お伽草子–犬夜叉, InuYasha: A Feudal Fairy Tale), phát hành tháng 12 năm 2002 (9/4/2003 tại Bắc Mỹ).
  - InuYasha: Juso no Kamen (犬夜叉 呪詛の仮面, InuYasha: The Secret of the Cursed Mask), phát hành ngày 1 tháng 12 năm 2004 tại Bắc Mỹ.
  - InuYasha: Ōgi-Ranbu (犬夜叉 奥義乱舞, InuYasha: Feudal Combat), phát hành ngày 23 tháng 8 năm 2004 tại Bắc Mỹ.
- 1 game chơi trên hệ máy Nintendo DS là InuYasha: Secret of the Divine Jewel phát hành ngày 23 tháng 8 năm 2004 tại Bắc Mỹ. Game chỉ có bản tiếng Anh.
- 1 game chơi trên hệ máy Gameboy Advance là Inuyasha: Naraku no Wana! Mayoi no Mori no Shōtaijō (犬夜叉～奈落の罠！迷いの森の招待状, InuYasha: Naraku's Trap! Invitation to the Forest of Illusion), phát hành ngày 23 tháng 1 năm 2002. Game chỉ có bản tiếng Nhật.